# Zeytinburnu
Zeytinburnu là một huyện thuộc tỉnh İstanbul, Thổ Nhĩ Kỳ. Huyện có diện tích 12 km² và dân số thời điểm năm 2007 là 288743 người, mật độ 24062 người/km².